# Eduardo Cernauskas Nardi
Eduardo Cernauskas Nardi, mais conhecido como Alemão (São Bernardo do Campo, 27 de junho de 1981), é um ex-futebolista brasileiro que atuava como zagueiro.

## No futebol
Atuando pelo Atlético Sorocaba foi considerado uma das revelações do Campeonato Paulista de 2004, sendo contratado então pelo Bahia como reforço para disputa do Campeonato Brasileiro da série B, na qual a equipe terminou na 4ª colocação.
Em 2005 ele retorna para o Atlético Sorocaba, e mesmo com a equipe sendo rebaixada no Campeonato Paulista de 2005, ele novamente chama a atenção e acaba sendo contratado pelo Iraklis da Grécia, onde participou da campanha em que a equipe ficou em 4º lugar na Super Liga Grega.
É também o jogador com o maior número de partidas da curta história do Atlético Sorocaba, tendo atuado em mais de 500 jogos vestindo o uniforme vermelho e amarelo.
Em setembro de 2011, aos 30 anos de idade, o atleta decidiu se aposentar dos gramados para seguir carreira em uma grande multinacional da região de Sorocaba, cidade na qual o ex-atleta reside atualmente.

## Títulos
Atlético Sorocaba
- Copa Paulista: 2008
- Vice Recopa Sul Brasileira: 2008

Votoraty
- Copa Paulista: 2009